# Konoe Nobutada
Konoe Nobutada est un nom japonais traditionnel ; le nom de famille (ou le nom d'école), Konoe, précède donc le prénom (ou le nom d'artiste).
Konoe Nobutada (近衛 信尹), 23 novembre 1565 – 25 décembre 1614, est un courtisan japonais connu comme poète, calligraphe, peintre et diariste de l'époque Azuchi Momoyama. Sans fils légitime, il adopte son neveu Nobuhiro pour héritier. Ses autres noms connus sont Nobumoto (信基) et Nobusuke (信輔) dans sa jeunesse et Sanmyakuin (三藐院), son titre à la fin de sa vie.
Dans la calligraphie japonaise, il est distingué comme l'un des Kan'ei Sanpitsu (寛永三筆) ou « Trois pinceaux de l'ère Kan'ei », ainsi nommé à l'imitation des sanpitsu de l'époque de Heian.

## Biographie
Il est le fils de Konoe Sakihisa et d'une dame de compagnie dont le nom est inconnu. Son genpuku a lieu en 1577 et il est dès lors nommé Nobumoto. Oda Nobunaga préside la cérémonie et donne une lettre de son nom « Nobu (信) » au jeune noble qui change plus tard son nom pour « Nobusuke ». En 1580, il est nommé naidaijin et en 1585 sadaijin. Il occupe le poste de sadaijin jusqu’en 1591.
En 1585, il est en conflit avec le kanpaku Nijō Akizane par rapport à Toyotomi Hideyoshi et sa nomination prévue au poste de sadaijin, la position qu'occupe Nobusuke à ce moment, aujourd'hui connu sous le nom kanpaku sōron (関白相論). La cour a l'intention de nommer Nobusuke au poste de kanpaku pour succéder à Nijō Akizane nommé à ce poste cette année-là. D'une façon générale, cette succession semble inévitable mais les deux concernés ne s'entendant pas sur les détails. Tous deux exposent leurs positions respectives dans des lettres adressées à la cour mais le différend n'est pas réglé. Puis ils rendent chacun visite à Hideyoshi pour justifier leurs opinions. En conséquence, Hideyoshi demande à se voir attribuer le poste de kanpuku au lieu du poste de sadaijin que la cour souhaitait lui accorder à l'origine. Pour rendre possible cette nomination, puisque seuls les Sekke mâles sont éligibles au poste de kanpaku, Hideyoshi demande également à être adopté par Konoe Sakihisa, le père de Nobutada et actuel chef de famille des Konoe, avec la promesse que Nobusuke succèdera à Hideyoshi comme kanpaku. Cette promesse toutefois ne se réalise pas et Toyotomi Hidetsugu, un neveu de Hideyoshi, est nommé kanpaku en 1591. Découragé, Nobutada démissionne de son poste de sadaijin et prend sa retraite.
En 1594 Nobutada qui s'est attiré la colère de l'empereur Go-Yōzei est exilé à Bonotsu dans la province de Satsuma dans l'île Kyūshū où il reste trois ans. En septembre 1596, il reçoit la permission impériale de revenir à Kyoto et retrouve sa position de sadaijin. En 1605, il est finalement nommé kanpaku.

## Source de la traduction
- (en) Cet article est partiellement ou en totalité issu de l’article de Wikipédia en anglais intitulé « Konoe Nobutada » (voir la liste des auteurs).